# Agent-provocateur
Een agent-provocateur is iemand die door een regering of partij wordt gebruikt om vermoedelijke tegenstanders tot oproer of overtreding uit te lokken.